# Корте Панатончели (Лука)
Корте Панатончели је насеље у Италији у округу Лука, региону Тоскана.
Према процени из 2011. у насељу је живело 37 становника. Насеље се налази на надморској висини од 52 м.